# هيئة الصحة العامة للولايات المتحدة
 يشار إلى أن هيئة الصحة العامة بالولايات المتحدة ( PHSCC ) ،  يشار إليها أيضًا باسم هيئة فيلق خدمات الصحة العامة بالولايات المتحدة ،  هي الخدمة النظامية الفيدرالية لخدمة الصحة العامة بالولايات المتحدة (PHS) ، وهي واحدة من سبع خدمات يرتدون الزي الرسمي للولايات المتحدة .
جنبا إلى جنب مع فيلق ضابط نوا، فيلق خدمة الصحة العامة فيلق هي واحدة من خدمتين بالزي الرسمي التي تتكون فقط من ضباط بتكليف وليس له رتبة ضابط المجند أو أمر قضائي، على الرغم من أن ضباط أمر قد أذن للاستخدام داخل الخدمة. يتم تصنيف ضباط (PHS) على أنهم غير قتاليين، ما لم يتم توجيههم إلى الخدمة كجزء من القوات المسلحة من قبل الرئيس أو مفصلين إلى فرع خدمة من القوات المسلحة . يرتدي أعضاء السلك المكلف نفس الزي الذي ترتديه أسطول الولايات المتحدة أو خفر السواحل في الولايات المتحدة (عند تعيينه في خفر السواحل) ، مع شارات خاصة لفيلق (PHS) ، ويحملون رتبًا مكافئة لضباط البحرية الأمريكية وساحل الولايات المتحدة حارس. يتلقى ضباط السلك المكلف عادةً عمولاتهم من خلال برنامج التكليف المباشر لهيئة خدمة الصحة العامة بالولايات المتحدة.
كما هو الحال مع قسم الوالدين، دائرة الصحة العامة، فإن السلك المكلف بتوجيه من وزارة الصحة والخدمات الإنسانية بالولايات المتحدة . ويتولى قيادة الجندل الجراح العام الذي يحمل درجة نائب الأدميرال . يقدم الجراح العام تقاريره مباشرة إلى وزارة الصحة والخدمات الإنسانية ، مساعد وزير الصحة ؛ يمكن تعيين مساعد وزير الصحة في رتبة الأدميرال إذا كان هو أو هي أيضًا ضابطًا يرتدي الزي الرسمي في الفيلق.

## روابط خارجية
- الموقع الرسمي